# Apometria
A apometria (apo- do gr. "além de" e -metron "medida") é um conjunto de práticas pseudocientíficas de tratamento espiritual. Segundo seus praticantes, a técnica consiste no transporte do "corpo astral" do enfermo para hospitais em um suposto mundo astral, onde espíritos realizariam o tratamento.
A raiz da prática foi introduzida no VI Congresso Espírita Panamericano pelo farmacêutico porto-riquenho radicado no Rio de Janeiro Luiz Rodrigues, que a chamava de Hipnometria. Na década de 1960, foi sistematizada pelo espírita José Lacerda de Azevedo no Hospital Espírita de Porto Alegre, que lhe trocou o nome para apometria.